# Nguyên sử
| Nhị thập tứ sử | Nhị thập tứ sử | Nhị thập tứ sử              | Nhị thập tứ sử |
| -------------- | -------------- | --------------------------- | -------------- |
| STT            | Tên sách       | Tác giả                     | Số quyển       |
| 1              | Sử ký          | Tư Mã Thiên                 | 130            |
| 2              | Hán thư        | Ban Cố                      | 100            |
| 3              | Hậu Hán thư    | Phạm Diệp                   | 120            |
| 4              | Tam quốc chí   | Trần Thọ                    | 65             |
| 5              | Tấn thư        | Phòng Huyền Linh (chủ biên) | 130            |
| 6              | Tống thư       | Thẩm Ước                    | 100            |
| 7              | Nam Tề thư     | Tiêu Tử Hiển                | 59             |
| 8              | Lương thư      | Diêu Tư Liêm                | 56             |
| 9              | Trần thư       | Diêu Tư Liêm                | 36             |
| 10             | Ngụy thư       | Ngụy Thâu                   | 114            |
| 11             | Bắc Tề thư     | Lý Bách Dược                | 50             |
| 12             | Chu thư        | Lệnh Hồ Đức Phân (chủ biên) | 50             |
| 13             | Tùy thư        | Ngụy Trưng (chủ biên)       | 85             |
| 14             | Nam sử         | Lý Diên Thọ                 | 80             |
| 15             | Bắc sử         | Lý Diên Thọ                 | 100            |
| 16             | Cựu Đường thư  | Lưu Hú (chủ biên)           | 200            |
| 17             | Tân Đường thư  | Âu Dương Tu, Tống Kỳ        | 225            |
| 18             | Cựu Ngũ Đại sử | Tiết Cư Chính (chủ biên)    | 150            |
| 19             | Tân Ngũ Đại sử | Âu Dương Tu (chủ biên)      | 74             |
| 20             | Tống sử        | Thoát Thoát (chủ biên)      | 496            |
| 21             | Liêu sử        | Thoát Thoát (chủ biên)      | 116            |
| 22             | Kim sử         | Thoát Thoát (chủ biên)      | 135            |
| 23             | Nguyên sử      | Tống Liêm (chủ biên)        | 210            |
| 24             | Minh sử        | Trương Đình Ngọc (chủ biên) | 332            |
| -              | Tân Nguyên sử  | Kha Thiệu Mân (chủ biên)    | 257            |
| -              | Thanh sử cảo   | Triệu Nhĩ Tốn (chủ biên)    | 529            |

Nguyên sử (tiếng Trung: 元史, bính âm: Yuán Shǐ) là một tác phẩm do Tống Liêm (1310-1381) và một số quan lại khác phụng mệnh Minh Thái Tổ Chu Nguyên Chương biên soạn năm 1370. Do thời gian biên soạn ngắn, nên chất lượng Nguyên sử bị đánh giá là thấp nhất trong Nhị thập tứ sử. Đến thời sau, Trung Quốc đã phải biên soạn bộ Tân Nguyên sử để sửa những sai sót của Nguyên sử.
Sách viết về giai đoạn từ Thành Cát Tư Hãn Thiết Mộc Chân tới Nguyên Thuận Đế Thỏa Hoàn Thiết Mộc Nhi của nhà Nguyên trong lịch sử Trung Quốc và lịch sử Mông Cổ.

## Cấu trúc
Nguyên sử được chia ra thành 210 quyển, bao gồm các phần: bản kỷ 47 quyển, chí 58 quyển, biểu 8 quyển, liệt truyện 97 quyển. 

## Nội dung

### Bản kỉ
- Bản kỷ 1 - Thái Tổ
- Bản kỷ 2 - Thái Tông, Định Tông
- Bản kỷ 3 - Hiến Tông
- Bản kỷ 4 - Thế Tổ nhất
- Bản kỷ 5 - Thế Tổ nhị
- Bản kỷ 6 - Thế Tổ tam
- Bản kỷ 7 - Thế Tổ tứ
- Bản kỷ 8 - Thế Tổ ngũ
- Bản kỷ 9 - Thế Tổ lục
- Bản kỷ 10 - Thế Tổ thất
- Bản kỷ 11 - Thế Tổ bát
- Bản kỷ 12 - Thế Tổ cửu
- Bản kỷ 13 - Thế Tổ thập
- Bản kỷ 14 - Thế Tổ thập nhất
- Bản kỷ 15 - Thế Tổ thập nhị
- Bản kỷ 16 - Thế Tổ thập tam
- Bản kỷ 17 - Thế Tổ thập tứ
- Bản kỷ 18 - Thành Tông nhất
- Bản kỷ 19 - Thành Tông nhị
- Bản kỷ 20 - Thành Tông tam
- Bản kỷ 21 - Thành Tông tứ
- Bản kỷ 22 - Vũ Tông nhất
- Bản kỷ 23 - Vũ Tông nhị
- Bản kỷ 24 - Nhân Tông nhất
- Bản kỷ 25 - Nhân Tông nhị
- Bản kỷ 26 - Nhân Tông tam
- Bản kỷ 27 - Anh Tông nhất
- Bản kỷ 28 - Anh Tông nhị
- Bản kỷ 29 - Thái Định Đế nhất
- Bản kỷ 30 - Thái Định Đế nhị
- Bản kỷ 31 - Minh Tông
- Bản kỷ 32 - Văn Tông nhất
- Bản kỷ 33 - Văn Tông nhị
- Bản kỷ 34 - Văn Tông tam
- Bản kỷ 35 - Văn Tông tứ
- Bản kỷ 36 - Văn Tông ngũ
- Bản kỷ 37 - Ninh Tông
- Bản kỷ 38 - Thuận Đế nhất
- Bản kỷ 39 - Thuận Đế nhị
- Bản kỷ 40 - Thuận Đế tam
- Bản kỷ 41 - Thuận Đế tứ
- Bản kỷ 42 - Thuận Đế ngũ
- Bản kỷ 43 - Thuận Đế lục
- Bản kỷ 44 - Thuận Đế thất
- Bản kỷ 45 - Thuận Đế bát
- Bản kỷ 46 - Thuận Đế cửu
- Bản kỷ 47 - Thuận Đế thập

### Chí
- Chí 1 - Thiên văn nhất
- Chí 2 - Thiên văn nhị
- Chí 3 thượng - Ngũ hành nhất
- Chí 3 hạ - Ngũ hành nhị
- Chí 4 - Lịch nhất
- Chí 5 - Lịch nhị
- Chí 6 - Lịch tam
- Chí 7 - Lịch tứ
- Chí 8 - Lịch ngũ
- Chí 9 - Lịch lục
- Chí 10 - Địa lý nhất
- Chí 11 - Địa lý nhị
- Chí 12 - Địa lý tam
- Chí 13 - Địa lý tứ
- Chí 14 - Địa lý ngũ
- Chí 15 - Địa lý lục
- Chí 16 - Hà cừ nhất
- Chí 17 thượng - Hà cừ nhị
- Chí 17 hạ - Hà cừ tam
- Chí 18 - Lễ nhạc nhất
- Chí 19 - Lễ nhạc nhị
- Chí 20 - Lễ nhạc tam
- Chí 21 - Lễ nhạc tứ
- Chí 22 - Lễ nhạc ngũ
- Chí 23 - Tế tự nhất
- Chí 24 - Tế tự nhị
- Chí 25 - Tế tự tam
- Chí 26 - Tế tự tứ
- Chí 27 thượng - Tế tự ngũ
- Chí 27 hạ - Tế tự lục
- Chí 28 - Dư phục nhất
- Chí 29 - Dư phục nhị
- Chí 30 - Dư phục tam
- Chí 31 - Tuyển cử nhất
- Chí 32 - Tuyển cử nhị
- Chí 33 - Tuyển cử tam
- Chí 34 - Tuyển cử tứ
- Chí 35 - Bách quan nhất
- Chí 36 - Bách quan nhị
- Chí 37 - Bách quan tam
- Chí 38 - Bách quan tứ
- Chí 39 - Bách quan ngũ
- Chí 40 - Bách quan lục
- Chí 41 thượng - Bách quan thất
- Chí 41 hạ - Bách quan bát, Tuyển cử phụ lục
- Chí 42 - Thực hóa nhất
- Chí 43 - Thực hóa nhị
- Chí 44 - Thực hóa tam
- Chí 45 thượng - Thực hóa tứ
- Chí 45 hạ - Thực hóa ngũ
- Chí 46 - Binh nhất
- Chí 47 - Binh nhị
- Chí 48 - Binh tam
- Chí 49 - Binh tứ
- Chí 50 - Hình pháp nhất
- Chí 51 - Hình pháp nhị
- Chí 52 - Hình pháp tam
- Chí 53 - Hình pháp tứ

### Biểu
- Biểu 1 - Hậu phi biểu
- Biểu 2 - Tông thất thế hệ biểu
- Biểu 3 - Chư vương biểu
- Biểu 4 - Chư công chúa biểu
- Biểu 5 thượng - Tam công biểu nhất
- Biểu 5 hạ - Tam công biểu nhị
- Biểu 6 thượng - Tể tướng niên biểu nhất
- Biểu 6 hạ - Tể tướng niên biểu nhị

### Liệt truyện
- Liệt truyện 1 Hậu phi nhất - Thái Tổ hậu Bột Nhi Thai Húc Chân, Thái Tông hậu Thoát Liệt Ca Na, Định Tông hậu Oát Ngột Lập Hải Mê Thất, Hiến Tông hậu Hốt Đô Thai, Thế Tổ hậu Sát Tất, Thế Tổ hậu Nam Tất, Thành Tông hậu Thất Liên Đáp Lý, Thành Tông hậu Bốc Lỗ Hãn, Vũ Tông hậu Chân Ca, Vũ Tông hậu Tốc Ca Thất Lý, Vũ Tông phi Diệc Khất Liệt thị, Đường Ngột thị, Nhân Tông hậu A Nạp Thất Thất Lý, Anh Tông hậu Tốc Ca Bát Lạt, Thái Định Đế hậu Bát Bất Hãn, Thái Định Đế phi Tất Hãn, Tốc Ca Đáp Lý, Minh Tông hậu Mại Lai Địch, Minh Tông hậu Bát Bất Sa, Văn Tông hậu Bốc Đáp Thất Lý, Ninh Tông hậu Đáp Lý Dã Thắc Mê Thất, Thuận Đế hậu Đáp Nạp Thất Lý, Thuận Đế hậu Bá Nhan Hốt Đô, Thuận Đế hậu Hoàn Giả Hốt Đô
- Liệt truyện 2 - Duệ Tông, Dụ Tông, Hiển Tông, Thuận Tông
- Liệt truyện 3 Hậu phi nhị - Duệ Tông hậu Toa Lỗ Hòa Thiếp Ni, Dụ Tông hậu Bá Lam Dã Khiếp Xích, Hiển Tông hậu Phổ Nhan Khiếp Lý Mê Thất, Thuận Tông hậu Đáp Kỉ
- Liệt truyện 4 - Biệt Lý Cổ Thai, Truật Xích, Thốc Lạt, Nha Hốt Đô, Khoan Triệt Phổ Hóa, Thiếp Mộc Nhi Bất Hoa
- Liệt truyện 5 - Đặc Tiết Thiện, Bột Thốc, A Lạt Ngột Tư Dịch Cát Hốt Lý
- Liệt truyện 6 - Mộc Hoa Lê, Bác Nhĩ Truật, Bác Nhĩ Hốt
- Liệt truyện 7 - Sát Hãn, Trát Bát Nhân Hỏa Giả, Truật Xích Thai, Trấn Hải, Tiếu Nại Đài, Ngô Dã Nhi, Hạt Tư Mạc Lý
- Liệt truyện 8 - Tốc Bất Đài, Án Trúc Nhĩ, Úy Đáp Nhi, Bác La Hoan, Sao Tư
- Liệt truyện 9 - Ba Nhi Truật A Nhi Thắc Để Cân, Thiết Mại Xích, Án Trát Nhi Mang Hán, Tuyết Bất Đài, Úm Mộc Hải, Tích Lý Kiềm Bộ, Sóc Trực Đột Lỗ Hoa, Tích Nhi Cát Tư, Cáp Tán Nạp
- Liệt truyện 10 - Bố Trí Nhi, Triệu Liệt Đài Sao Ngột Nhi, Khoát Khoát Bất Hoa, Bái Diên Bát Đô Lỗ, A Truật Lỗ, Thiệu Cổ Nhi Tử Hốt Đô Hổ, A Lạt Ngõa Nhi Tư, Tháp Sao Nhi A Tất Sát, Dã Bồ Cam Bốc Ngang A Thốc, Triệu A Ca Phan, Thuần Chỉ Hải, Chiếm Triệt Bạt Đô Nhi, Khiếp Khiếp Lý Tử Tương Ngột Tốc, Tháp Bất Dĩ Nhi Thoát Sát Lạt, Trực Thoái Nhi Tử Hốt Lạt Xuất, Nguyệt Lý Ma Tư, Niết Cổ Lạt A Tháp Xích, A Nhi Tư Lan, Cáp Bát Nhi Thốc Tử Sát Hãn, Ngải Mạo
- Liệt truyện 11 - Tháp Bổn, Cáp Lạt Diệc Cáp Xích Bắc Lỗ, Tháp Tháp Thống A, Nhạc Lân Thiếp Mục Nhĩ, Lý Trinh, Tốc Ca, Mang Ca Tát Nhi, Mạnh Mộc Tư
- Liệt truyện 12 - Tái Điển Xích Thiệm Tư Đinh, Bố Lỗ Hải Nha, Cao Trí Diệu, Thiết Ca
- Liệt truyện 13 - An Đồng, Liêm Hi Hiến
- Liệt truyện 14 - Bá Nhan
- Liệt truyện 15 - A Truật, A Lý Hải Nha, Tương Uy, Thổ Thổ Cáp
- Liệt truyện 16 - Lai Á Bát Xích, Nữu Lân, A Lạt Hãn, A Tháp Hải, Toa Đô, Lý Hằng
- Liệt truyện 17 - Triệt Lý, Bất Hốt Mộc, Hoàn Trạch, A Lỗ Hồn Tát Lý
- Liệt truyện 18 - Tốc Ca, Nang Gia Ngạt, Mang Ngột Thai, Áo Lỗ Xích, Hoàn Giả Đô, Bá Thiếp Mộc Nhi, Hoài Đô, Diệc Hắc Mê Thất, Bái Giáng
- Liệt truyện 19 - Hàng Hốt Tư, Bộ Lỗ Hợp Đáp, Ngọc Oa Thất, Mạch Lý, Thám Mã Xích, Bạt Đô Nhi, Ngang Cát Nhi, Cáp Lạt , Sa Toàn, Thiếp Mộc Nhi Bất Hoa
- Liệt truyện 20 - Tháp Xuất, Bái Diên, Dã Hãn Để Cân, Diệp Tiên Nãi, Thoát Lực Thế Quan, Hốt Lạt Xuất, Trọng Hỉ, Đán Chỉ Nhi, Thoát Hoan, Thất Lý Bá, Bột Lan Hề, Khiếp Liệt, Ám Bá, Dã Tốc  Nhi, Tích Đô Nhi
- Liệt truyện 21 - Tát Cát Tư, Tích Ban, Thiết Liên, Ái Tiết, Khoát Khoát, Thốc Hốt Lỗ, Đường Nhân Tổ, Đóa Nhi Xích, Hòa Thượng, Lưu Dung, Già Lỗ Nạp Đáp Tư, Khoát Lý Cát Tư, Tiểu Vân Thạch Thoát Hốt Liên, Oát La Tư, Đóa La Đài, Dã Tiên Bất Hoa
- Liệt truyện 22 - Thiết Ca Truật, Tháp Xuất, Tháp Lý Xích, Tháp Hải Thiếp Mộc Nhi, Khẩu Nhi Cát, Hốt Đô, Bộc Nhi Tốc, Nguyệt Cử Liên Xích Hải Nha, A Đáp Xích, Minh An, Hốt Lâm Thất, Thất Lạt Bạt Đô Nhi, Triệt Lý, Hạt Lạt, Khất Đài, Thoát Nhân Nạp, Hòa Thượng
- Liệt truyện 23 - Cáp Lạt Cáp Tôn, A Sa Bất Hoa, Bái Trụ
- Liệt truyện 24 - Sát Hãn, Khúc Xu, A Lễ Hải Nha, Dịch Hách Để Nhã Nhĩ Đinh, Thoát Liệt Hải Nha
- Liệt truyện 25 - Khang Lý Thoát Thoát, Yên Thiết Mộc Nhi, Bá Nhan, Mã Trá Nhi Đài, Thoát Thoát
- Liệt truyện 26 - Nãi Man Đài, Đóa Nhi Chỉ, Đóa Nhĩ Trực Ban, A Lỗ Đồ, Nữu Để Cai
- Liệt truyện 27 - Biệt Nhi Khiếp Bất Hoa, Thái Bình, Thiết Mộc Nhi Tháp Thức, Đạt Thức Thiếp Mục Nhĩ
- Liệt truyện 28 - Thái Bất Hoa, Sát Hãn Thiếp Mộc Nhi, Khoách Khuếch Thiếp Mộc Nhi
- Liệt truyện 29 - Đáp Thất Bát Đô Lỗ, Khánh Đồng, Dã Tốc, Triệt Lý Thiếp Mộc Nhi, Nạp Lân
- Liệt truyện 30 - Mã Tổ Thường, Tự Đương, A Vinh, Tiểu Vân Thạch Hải Nhai, Thái Bất Hoa, Dư Khuyết
- Liệt truyện 31 - Đáp Lý Ma, Nguyệt Lỗ Thiếp Mộc Nhi, Bốc Nhan Thiết Mộc Nhi, Tinh Cát, Phúc Thọ, Đạo Đồng
- Liệt truyện 32 - Diệc Liên Chân Ban, Liêm Huệ Sơn Hải Nha, Nguyệt Lỗ Bất Hoa, Đạt Lễ Ma Thức Lý
- Liệt truyện 33 - Da Luật Sở Tài, Niêm Hợp Trọng Sơn, Dương Duy Trung
- Liệt truyện 34 - Trương Nhu, Sử Thiên Nghê, Sử Thiên Tường
- Liệt truyện 35 - Đổng Tuấn, Nghiêm Thực
- Liệt truyện 36 - Da Luật Lưu Ca, Lưu Bá Lâm, Quách Bảo Ngọc, Thạch Thiên Ứng, Da Luật Thốc Hoa, Vương Tuần
- Liệt truyện 37 - Thạch Mạt Dã Tiên, Hà Bá Tường, Lý Thủ Hiền, Da Luật A Hải, Hà Thật, Hác Hòa Thượng Bạt Đô, Triệu Tấn, Thạch Mạt Minh An, Trương Vinh, Lưu Hanh An
- Liệt truyện 38 - Tiết Tháp Lạt Hải, Cao Náo Nhi, Vương Nghĩa, Vương Ngọc, Triệu Địch, Để Thuận, Vương Thiện, Đỗ Phong, Thạch Mạt Bột Điệt Nhi, Cổ Tháp Lạt Hồn, Áo Đôn Thế Anh, Điền Hùng, Trương Bạt Đô, Trương Vinh, Triệu Thiên Tích
- Liệt truyện 39 - Trương Tấn Hanh, Vương Trân, Dương Kiệt Chỉ Ca, Lưu Thông, Nhạc Tồn, Trương Tử Lương, Đường Khánh, Tề Vinh Hiển, Thạch Thiên Lộc, Thạch Mạt A Tân, Lưu Bân, Triệu Nhu
- Liệt truyện 40 - Lưu Mẫn, Vương , Vương Thủ Đạo, Cao Tuyên, Vương Ngọc Nhữ, Tiêu Đức Dụ, Thạch Thiên Lân, Lý Bang Thụy, Dương Hoán, Giả Cư Trinh
- Liệt truyện 41 - Hồng Phúc Nguyên, Trịnh Đỉnh, Lý Tiến, Thạch Mạt Án Chỉ, Yết Chỉ Lí, Trịnh Ôn
- Liệt truyện 42 - Uông Thế Hiển, Sử Thiên Trạch
- Liệt truyện 43 - Đỏng Văn Bỉnh, Trương Hoằng Phạm
- Liệt truyện 44 - Lưu Bỉnh Trung, Trương Văn Khiêm, Hác Kinh
- Liệt truyện 45 - Diêu Xu, Hứa Hành, Đậu Mặc
- Liệt truyện 46 - Tống Tử Trinh, Thương Đĩnh, Triệu Lương Bật, Triệu Bích
- Liệt truyện 47 - Vương Bàn, Vương Ngạc, Cao Minh, Lý Dã, Lý Sưởng, Lưu Túc, Vương Tư Liêm, Lý Khiêm, Từ Thế Long, Mạnh Kì, Diêm Phục
- Liệt truyện 48 - Dương Đại Uyên, Lưu Chỉnh
- Liệt truyện 49 - Lý Hốt Lan Cát, Lý Đình, Sử Bật, Cao Hưng, Lưu Quốc Kiệt
- Liệt truyện 50 - Lý Đức Huy, Trương Hùng Phi, Trương Đức Huy, Mã Hanh, Trình Tư Liêm, Ô Cổ Tôn Trạch, Triệu Bỉnh
- Liệt truyện 51 - Dương Cung Ý, Vương Tuân, Quách Thủ Kính, Dương Hoàn, Dương Quả, Vương Cấu, Ngụy Sơ, Tiêu Dưỡng Trực, Mạnh Phàn Lân, Thượng Dã, Lý Chi Thiệu
- Liệt truyện 52 - Trương Hi, Giả Văn Bị, Giải Thành, Quản Như Đức, Triệu Hạp Lạt, Chu Toàn, Khổng Nguyên, Chu Quốc Bảo, Trương Lập, Tề Bỉnh Tiết, Trương Vạn Gia Nô, Quách Ngang, Kì Công Trực, Dương Tái Nhi Bất Hoa, Tiên Ti Trọng Cát, Hoàn Nhan Thạch Trụ
- Liệt truyện 53 - Vương Chuẩn, Tùy Thế Xương, La Bích, Lưu Ân, Thạch Cao Sơn, Củng Ngạn Huy, Thái Trân, Trương Thái Hanh, Hạ Chỉ, Mạnh Đức, Trịnh Nghĩa, Trương Vinh Thật, Thạch Mạt Cẩu Cẩu, Sở Đỉnh, Phiền Tiếp, Trương Quân, Tín Tư Nhật, Đoàn Hưng Trí, Tín Tư Phúc, Vương Tích Lạt, Triệu Hoành Vĩ
- Liệt truyện 54 - Trương Lập Đạo, Trương Đình Trân, Trương Huệ, Lưu Hảo Lễ, Vương Quốc Xương, Khương Úc, Trương Sở, Đàm Tư Vinh, Vương Uẩn
- Liệt truyện 55 - Trần Hựu, Lưu Tuyên, Hà Vinh Tổ, Trần Tư Tế, Tần Trường Khanh, Diêu Thiên Phúc, Hứa Quốc Trinh
- Liệt truyện 56 - Hạ Nhân Kiệt, Giả Tích Lạt, Lưu Cáp Lạt Bát Đồ Lỗ, Thạch Mạt Minh Lí, Tạ Trọng Ôn, Cao Huề, Trương Cửu Tư, Vương Bá Thắng
- Liệt truyện 57 - Thượng Văn, Thân Đồ Trí Viễn, Lôi Ưng, Hồ Chi Duật, Vương Lợi Dụng, Sướng Sư Văn, Trương Chiếu, Viên Dụ, Trương Phưởng, Hác Bân, Cao Nguyên, Dương Thực, Ngô Đỉnh, Lương Đức Khuê
- Liệt truyện 58 - Lưu Nhân, Ngô Trừng
- Liệt truyện 59 - Trình Cự Phu, Triệu Mạnh Phủ, Đặng Văn Nguyên, Viên Giác, Tào Nguyên Dụng, Tề Lý Khiêm
- Liệt truyện 60 - Thôi Bân, Thôi Úc, Diệp Lý, Yêm Công Nam, Mã Thiệu
- Liệt truyện 61 - Diêu Toại, Quách Quán, Giáp Cốc Chi Kì, Lưu Canh, Da Luật Hữu Thượng, Hác Thiên Đĩnh, Trương Khổng Tôn
- Liệt truyện 62 - Trương Khuê, Lý Mạnh, Trương Dưỡng Hạo, Kính Nghiễm
- Liệt truyện 63 - Tào Bá Khải, Lý Nguyên Lễ, Vương Thọ, Vương Ỷ, Lưu Chính, Tạ Nhượng, Hàn Nhược Ngu, Triệu Sư Lỗ, Lưu Đức Ôn, Uất Trì Đức Thành, Tần Khởi Tông
- Liệt truyện 64 - Trương Tư Minh, Ngô Nguyên Khuê, Trương Thăng, Tang Mộng Giải, Trần Hạo
- Liệt truyện 65 - Lương Tằng, Lưu Mẫn Trung, Vương Ước, Vương Kết, Trương Bá Thuần
- Liệt truyện 66 - Hạ Thắng, Dương Đóa Nhi Chỉ, Tiêu Bái Trụ
- Liệt truyện 67 - Da Luật Hi Lượng, Triệu Thế Diên, Khổng Tư Hối
- Liệt truyện 68 - Nguyên Minh Thiện, Ngu Tập, Yết Hề Tư, Hoàng Tấn
- Liệt truyện 69 - Trương Khởi Nham, Âu Dương Huyền, Hứa Hữu Nhâm, Tống Bổn, Tạ Đoan
- Liệt truyện 70 - Vương Thủ Thành, Vương Tư Thành, Lý Hảo Văn, Bột Truật Lỗ Trưng, Lý Huýnh, Tô Thiên Tước
- Liệt truyện 71 - Vương Đô Trung, Vương Khắc Kính, Nhâm Tốc Ca, Trần Tư Khiêm, Hàn Nguyên Thiện, Thôi Kính
- Liệt truyện 72 - Lã Tư Thành, Uông Trạch Dân, Can Văn Truyền, Hàn Dong, Lý Tắc, Cái Miêu
- Liệt truyện 73 - Trương Trinh, Quy Dương, Trần Tổ Nhân, Thành Tuân, Tào Giám, Trương Chứ
- Liệt truyện 74 - Ô Cổ Tôn Lương Trinh, Cổ Lỗ, Lục Lỗ Tằng, Cống Sư Thái, Chu Bá Kì, Ngô Đương
- Liệt truyện 75 - Đổng Đoàn Tiêu, Lưu Cáp Lạt Bất Hoa, Vương Anh, Thạch Mạt Nghi Tôn
- Liệt truyện 76 Nho học nhất - Triệu Phục, Kim Lý Tường, Hứa Khiêm, Trần Lịch, Hồ Nhất Quế, Hoàng Trạch, Đồng Thứ, An Hi
- Liệt truyện 77 Nho học nhị - Hồ Trương Nho, Hùng Bằng Lai, Đới Biểu Nguyên, Mưu Ứng Long, Trần Phu, Đổng Phác, Dương Tái, Lưu Sân, Hàn Tính, Ngô Sư Đạo, Lục Văn Khuê, Chu Nhân Vinh, Trần Lữ, Lý Hiếu Quang, Vũ Văn Công Lượng, Bá Nhan, Thiệm Tư
- Liệt truyện 78 Lương lại nhất -
- Liệt truyện 79 Lương lại nhị -
- Liệt truyện 80 Trung nghĩa nhất - Lý Bá Ôn, Thạch Khuê, Du Cáp Lạt Bạt Đô, Nhâm Chí, Da Luật Thải, Bá Bát, Hợp Lạt Phổ Hoa, Lưu Thiên Phu, Tiêu Cảnh Mậu
- Liệt truyện 81 Trung nghĩa nhị - Trương Hoàn, Lý Phủ, Lý Tề, Trữ Bất Hóa, Quách Gia, Hỉ Đồng, Hàn Nhân, Biện Sâm, Kiều Di, Nhan Du, Vương Sĩ Nguyên, Dương Phác, Triệu Liễn, Tôn Huy, Thạch Phổ, Thịnh Chiêu, Dương Thừa, Nạp Tốc Lạt Đinh
- Liệt truyện 82 Trung nghĩa tam - Bá Nhan Bất Hoa Để Cân, Phiền Chấp Kính, Toàn Phổ Am Tát Lý, Chu Thang, Niếp Bỉnh, Lưu Canh Tôn, Du Thuật Tổ, Quế Hoàn Trạch, Sửu Lư, Bột La Thiếp Mộc Nhi, Bành Đình Kiên, Vương Bá Nhan, Lưu Tuấn, Đóa Lý Bất Hoa, Dã Tuấn Đài, Trần Quân Dụng, Bốc Lý Nha Đôn, Triều Hải, Ngụy Trung Lập
- Liệt truyện 83 Trung nghĩa tứ - Phổ Nhan Bất Hoa, Mẫn Bổn, Triệu Hoằng Nghị, Trịnh Ngọc, Bá Thiếp Mục Nhĩ, Điệt Lý Di Thật, Phác Tái Nhân Bất Hoa, Đinh Hảo Lễ
- Liệt truyện 84 Hiếu hữu nhất -
- Liệt truyện 85 Hiếu hữu nhị -
- Liệt truyện 86 Ẩn dật - Đỗ Anh, Trương Đặc Lập, Đỗ Bổn, Tôn Triệt, Hà Trung, Vũ Khác
- Liệt truyện 87 Liệt nữ nhất -
- Liệt truyện 88 Liệt nữ nhị -
- Liệt truyện 89 Thích lão - Bát Tư Ba, Khâu Xứ Cơ, Kì Chí Thành, Trương Tông Diễn, Lịch Hi Thành, Tiêu Phụ Đạo
- Liệt truyện 90 Phương kĩ - Điền Trung Lương, Cận Đức Tiến, Trương Khang, Tôn Uy, A Lão Ngõa Đinh, Diệc Tư Mã Nhân, A Ni Ca
- Liệt truyện 91 Hoạn giả - Lý Bang Ninh, Phác Bất Hoa
- Liệt truyện 92 Gian thần - A Hợp Mã, Lô Thế Vinh, Tang Ca, Thiết Mộc Điệt Nhi, Cáp Ma, Sóc Tư Giam
- Liệt truyện 93 Bạn thần - Lý Thán, Vương Văn Thống, A Lỗ Huy Thiếp Mộc Nhi
- Liệt truyện 94 Nghịch thần - Thiết Thất, Bột La Thiếp Mộc Nhi
- Liệt truyện 95 Ngoại di nhất - Cao Ly, Đam La, Nhật Bản
- Liệt truyện 96 Ngoại di nhị - An Nam
- Liệt truyện 97 Ngoại di tam - Miến, Chiêm Thành, Xiêm, Trảo Oa, Lưu Cầu, Tam tự